# Санчес, Либорио
Либорио Висенте Санчес Ледесма (исп. Liborio Vicente Sánchez Ledesma; род. 9 октября 1989, Гвадалахара) — мексиканский футболист, вратарь клуба «Мунисипаль Гресия».

## Клубная карьера
Санчес — воспитанник клуба «Гвадалахара» из своего родного города. 25 апреля 2010 года в матче против «Крус Асуль» он дебютировал в мексиканской Примере. Летом того же года Либорио на правах аренды перешёл в «Веракрус». 18 июля в матче против Лобос БУАП он дебютировал в Ассенсо MX. Отыграв сезон Санчес вновь был отдан в аренду, его новым клубом стал «Керетаро». 24 июля в поединке против столичной «Америки» он дебютировал за новую команду. По окончании аренды Либорио вернулся в «Гвадалахару», но не смог завоевать место в основе.
В начале 2013 года трансфер Санчеса выкупил «Керетаро», но Либорио довольствовался лишь ролью дублёра. В начале 2014 года он на правах аренды присоединился к «Дельфинес». 20 апреля в матче против «Некаксы» Санчес дебютировал за новую команду.
Летом 2014 года на правах аренды Либорио перешёл в «Толуку». 31 августа в матче против своего бывшего клуба «Веракрус» он дебютировал за новую команду. За два сезона Сначес сыграл всего три матча в чемпионате, получая игровую практику только в Кубке Мексики. В 2016 году Либорио присоединился к «Чьяпас». В поединке против своего родного клуба «Гвадалахара» он дебютировал за «ягуаров».

## Международная карьера
В 2011 году Санчес в составе сборной Мексики принял участие в Кубке Америки в Аргентине. На турнире он был запасным вратарём и на поле не вышел.